# Elementová psychologie
Elementová psychologie (někdy též experimentální) byla psychologickým směrem odvozeným ze strukturalismu a současně psychologickou disciplínou, rozšířenou zejména na konci 19. a na začátku 20. století. Oblast jejího zkoumání dnes spadá spíše do obecné psychologie. Zkoumala základní části psychiky - počitky, pocity a akty vůle. Jejím zakladatelem byl Wilhelm Wundt (1874 - kniha Základy fyziologické psychologie).

## Oblasti zkoumání
Na podkladech experimentů zkoumá vnitřní - duševní pochody. Mezi hlavní objevy patří asociační zákony, apercepce (předpoznání, respektive poznávání nového na základě předchozích zkušeností). Používanou metodou byla zejména introspekce (sebepozorování), díky které byla elementová psychologie kritizovaná behavioristy.